# Свадьба принца Гарри и Меган Маркл

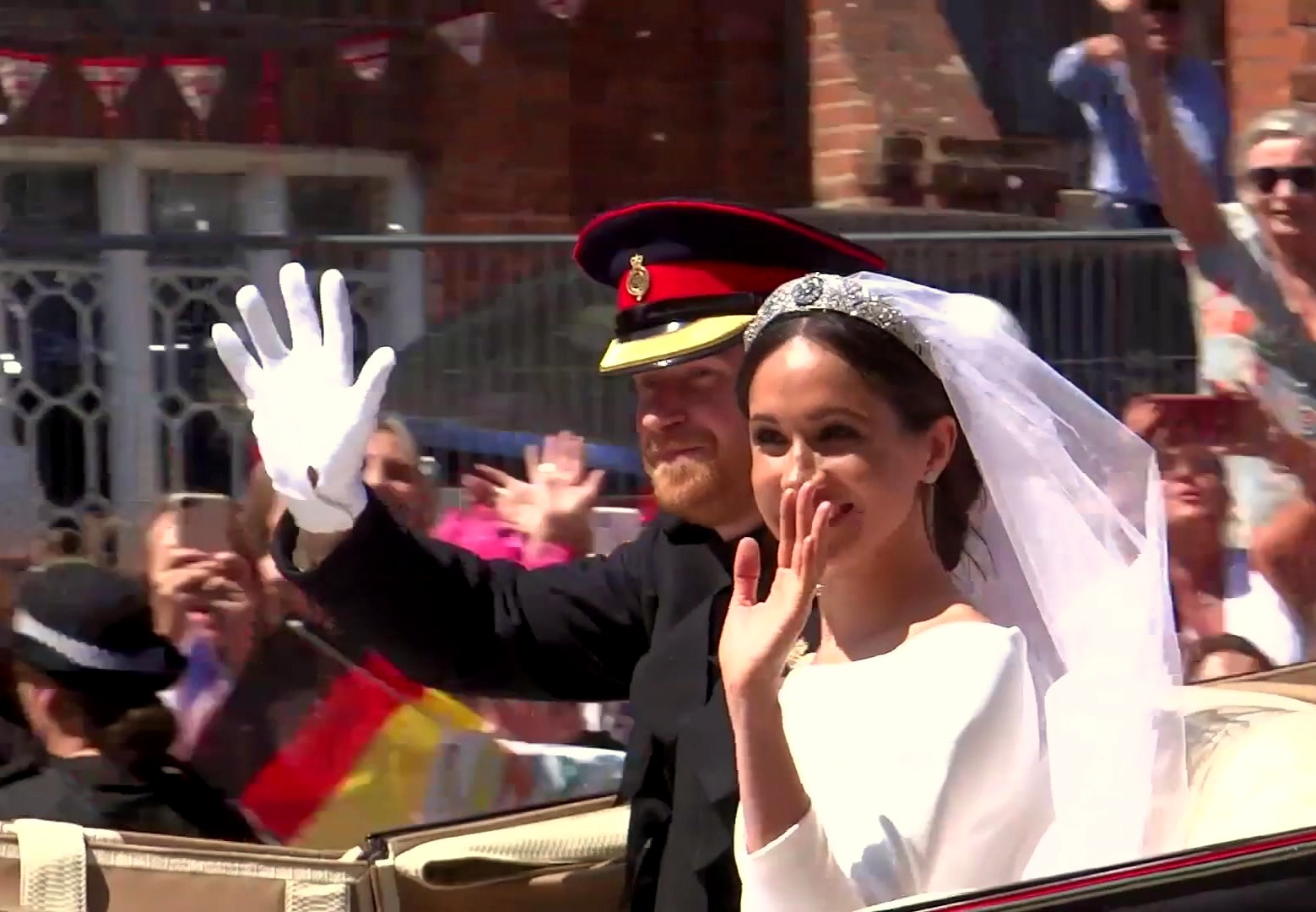
Герцог и герцогиня Сассекские после бракосочетания приветствуют зрителей, собравшихся на улице Мэлл

Свадьба принца Гарри, герцога Сассекского, и Меган Маркл состоялась 19 мая 2018 года в часовне Святого Георгия Виндзорского замка. Принц Гарри — младший сын Чарльза, принца Уэльского — познакомился с актрисой Меган Маркл в 2016 году. 8 ноября 2016 Кенсингтонский дворец подтвердил информацию о том, что Маркл в течение нескольких месяцев состоит в отношениях с принцем Гарри. 27 ноября 2017 года было объявлено об официальной помолвке Гарри и Меган. В том же месяце она завершила карьеру актрисы.
Дизайн кольца, подаренного Меган на помолвку, сделал сам принц Гарри. В центре композиции — огромный бриллиант из Ботсваны, два других бриллианта взяты из коллекции покойной матери Гарри — принцессы Дианы. Перед свадьбой, которая была оплачена королевской семьёй, Маркл приняла британское подданство и сменила веру, пройдя через обряды крещения и конфирмации, принятые в англиканской церкви. Обряд нового крещения и конфирмации, совершённый архиепископом Кентерберийским Джастином Уэлби, прошёл в часовне Сент-Джеймсского дворца 6 марта 2018 года. После свадьбы Меган получила титул герцогини Сассекской.
Бракосочетание провел духовный глава Церкви Англии, архиепископ Кентерберийский Джастин Уэлби. Проповедь, в нарушение традиций, прочёл приглашённый молодожёнами глава Епископальной церкви США Майкл Карри. Известный своей экспрессивной манерой общения, активно жестикулируя, в течение 14 минут он громко рассказывал о важности любви в жизни каждого человека.
Невеста была в лаконичном платье из тяжёлого белого шёлка с вырезом-лодочкой, рукавом в три четверти и треном, созданном дизайнером модного дома Givenchy Клэр Уэйт Келлер. На изготовление пятиметровой фаты из шёлковой органзы, расшитой по краю цветочным узором, символически представляющим все 53 страны Содружества наций, потребовалось несколько сотен часов ручного труда. По желанию Меган в узор фаты были также вплетены зимоцвет, растущий в Кенсингтонских садах, и калифорнийский мак, растущий в штате, откуда она родом. Фату придерживала закруглённая бриллиантовая тиара-бандо из королевской коллекции, изготовленная в Англии в 1932 году для королевы Марии Текской. В центре тиары — сменная брошь овальной формы из 10 бриллиантов, преподнесённая принцессе Марии в 1893 году в качестве свадебного подарка. Наряд невесты дополнили бриллиантовые серьги-гвоздики и браслет от Cartier.
Пажами невесты были 7-летние близнецы Брайан и Джон Малруни, сыновья близкой подруги Меган, канадского стилиста Джессики Малруни. Подружек невесты у Меган не было, при этом сама она не всегда справлялась со шлейфом во время церемонии и ей несколько раз приходилось самостоятельно поправлять наряд.
Шафером жениха был его старший брат, принц Уильям. Оба прибыли на свадьбу в униформе полка дворцовой кавалерии. Супруга принца Уильяма Кэтрин появилась на свадьбе летнем пальто молочного цвета от Alexander McQueen, в котором она уже как минимум трижды появлялась на публике — на крестинах принцессы Шарлотты в 2015 году, 90-летнем юбилее королевы в 2016 году и во время поездки в Бельгию в 2017 году.
Королева Елизавета появилась на свадьбе в наряде яркого лимонного цвета. Было отмечено, что на протяжении всей церемонии она не проявляла никаких радостных эмоций и ни разу не улыбнулась.
Из родственников Меган только родители получили приглашения на церемонию. Так как её отец не смог приехать на свадьбу по состоянию здоровья, к алтарю невесту вёл отец жениха, принц Чарльз. Во время церемонии принц Гарри не скрывал свои чувства: «Ты великолепно выглядишь. Мне так повезло», — прошептал он Меган перед алтарем.
Всего на церемонии венчания присутствовали порядка 600 человек. На свадьбу были приглашены Челси Дэви, бывшая подругой принца Гарри на протяжении 6 лет, сэр Элтон Джон, Дэвид и Виктория Бекхэм (причём Викторию осудили за то, что она явилась на свадьбу в наряде чёрного цвета, а Дэвида — за то, что он постоянно жевал жвачку), американская телеведущая Опра Уинфри, актёр Джордж Клуни с супругой, теннисистка Серена Уильямс, актёр Идрис Эльба, поп-певец Джеймс Блант и другие знаменитости. На сами свадебные торжества в Виндзорском замке были также приглашены более 1,2 тыс. представителей общественности. Было решено не приглашать ни британских, ни иностранных политиков. Свадебный торт с сиропом из бузины, растущей в королевском поместье Сандрингем, созданный Клэр Птэк, был украшен 150 живыми, преимущественно английскими, цветами, включая розы и пионы.
После церемонии бракосочетания состоялся приём в загородном имении Фрогмор-хаус. Молодожёны отбыли туда на спортивном кабриолете Jaguar E-type Concept Zero 1968 года выпуска с номерным знаком «19 05 18» (дата свадьбы), причём Меган была одета в белое платье с американской проймой и струящейся юбкой «в пол» от другого британского дизайнера, Стеллы Маккартни. На безымянном пальце её правой руки появилось кольцо с аквамарином, ранее принадлежавшее принцессе Диане.